# Éric Derouane
Éric Gérard Joseph Derouane, né le 4 juillet 1944 à Péruwelz (Belgique) et mort le 17 mars 2008 à Praia da Luz (Portugal), est un chimiste belge wallon.

## Biographie
En 1968, Éric Derouane a obtenu un master en chimie de l’université de Princeton et un doctorat de l’université de Liège. Il devint ensuite chercheur pour le FNRS belge. En 1973, il devint professeur aux Facultés universitaires Notre-Dame de la Paix à Namur. Il y fut directeur du laboratoire de catalyse. En 1995, il devint professeur et directeur du Centre Leverhulme d'innovation de la catalyse à l'université de Liverpool. En 1994, il fut récompensé pour ses travaux scientifiques par le prix Francqui. 
Professeur ordinaire à l'université de l'Algarve (Faro, Portugal) et à l'Instituto Superior Técnico (Lisbonne), il est mort au Portugal le 17 mars 2008.